# کمیته امنیت عمومی
کمیته ایمنی عمومی (فرانسوی: Comité de salut public‎) کمیته ای از کنوانسیون ملی فرانسه بود که دولت موقت و کابینه جنگ را در دوران حکومت ترور، مرحله خشونت‌آمیز انقلاب فرانسه، تشکیل داد. این کمیته اضافه بر کمیته دفاع عمومی، که در اوایل ژانویه ۱۷۹۳ ایجاد شده‌بود، در آوریل ۱۷۹۳ توسط کنوانسیون ملی ایجاد شد. وظیفه اصلی این کمیته حفاظت از جمهوری جدید در برابر دشمنان خارجی و داخلی، مبارزه با ائتلاف اول و شورش وندیه بود. به عنوان اقدامی در زمان جنگ،  اختیارات نظارتی و اداری گسترده‌ای بر نیروهای مسلح، قوه قضائیه و قوه مقننه و همچنین نهادهای اجرایی و وزرای کنوانسیون به کمیته داده شد.
با بازسازی کمیته در ماه ژوئیه، سطح دفاع (سطح جمعی) را در برابر ائتلاف سلطنتی کشورهای اروپایی و نیروهای ضدانقلاب در فرانسه بالا برد و به این ترتیب روز به روز قدرتمندتر شد. در دسامبر ۱۷۹۳، کنوانسیون به‌طور رسمی قدرت اجرایی را به کمیته اعطا کرد. در میان اعضا، ژاکوبن ماکسیمیلیان روبسپیر رادیکال یکی از شناخته شده ترین‌ها بود، اگرچه او هیچ قدرت یا امتیاز خاصی نداشت. پس از دستگیری و اعدام جناح‌های رقیب هبرتیست‌ها و دانتونیست‌ها، سرانجام احساسات در کنوانسیون علیه روبسپیر معطوف شد که در نهایت منجر به اعدام وی در در ژوئیه ۱۷۹۴ شد. در واکنش ترمیدوری بعدی، نفوذ کمیته کاهش و در سال ۱۷۹۵ این کمیته لغو شد.

## خاستگاه و تکامل

### اقلیم اجتماعی فرانسه انقلابی
انقلاب فرانسه تحولی عظیم در جامعه ایجاد کرد که در آن شهروندان می‌خواستند عصر جدیدی از عقلانیت انتقادی، برابری طلبی و میهن‌پرستی را در میان مردان فرانسوی به وجود آورند. آرمان‌های انقلابی در سراسر فرانسه گسترش یافت و اعتقاد به دموکراسی و حکومت غیرنظامی به عنوان عصر جدید تمدن فرانسه اعلام شد. سال ۱۷۹۳ قانون اساسی جدید جمهوری را به ارمغان آورد که توسط مجلس ملی تهیه شد. قانون اساسی فرانسه در سال ۱۷۹۳ و دولت بعدی آن اصلاحات گسترده‌ای را در سیستم سیاسی و نظم اجتماعی فرانسه به ارمغان آورد. اصلاحات عمده این قانون اساسی شامل آموزش جامع، به رسمیت شناختن حقوق برای فرزندان نامشروع، لغو برده داری و بهبود حقوق زنان متأهل بود.
قانون اساسی فرانسه در سال ۱۷۹۳ ایدئولوژی حاکم بر عصر روشنگری دولت فرانسه را در این مرحله از دوره انقلابی ترسیم کرد. قانون اساسی حق مقاومت در برابر ظلم و همچنین حق آزادی شخصی را مشخص می‌کند. برابری همه مردان فرانسوی به جز ساختار جمهوری فرانسه مشروح است. قانون اساسی جدید و تغییر به یک حکومت جمهوری با محوریت مجلس ملی، فضایی را برای قدرت گرفتن یک مقام حکومتی افراطی ایجاد کرد. اعضای طبقات رایج فرانسه مانند سانز کلوتز (Sans-Culottes) به رادیکالیسم روی آوردند و الهام بخش فعالیت‌های مبارزاتی در میان مردم فرانسه شدند.

### کمیته بحث

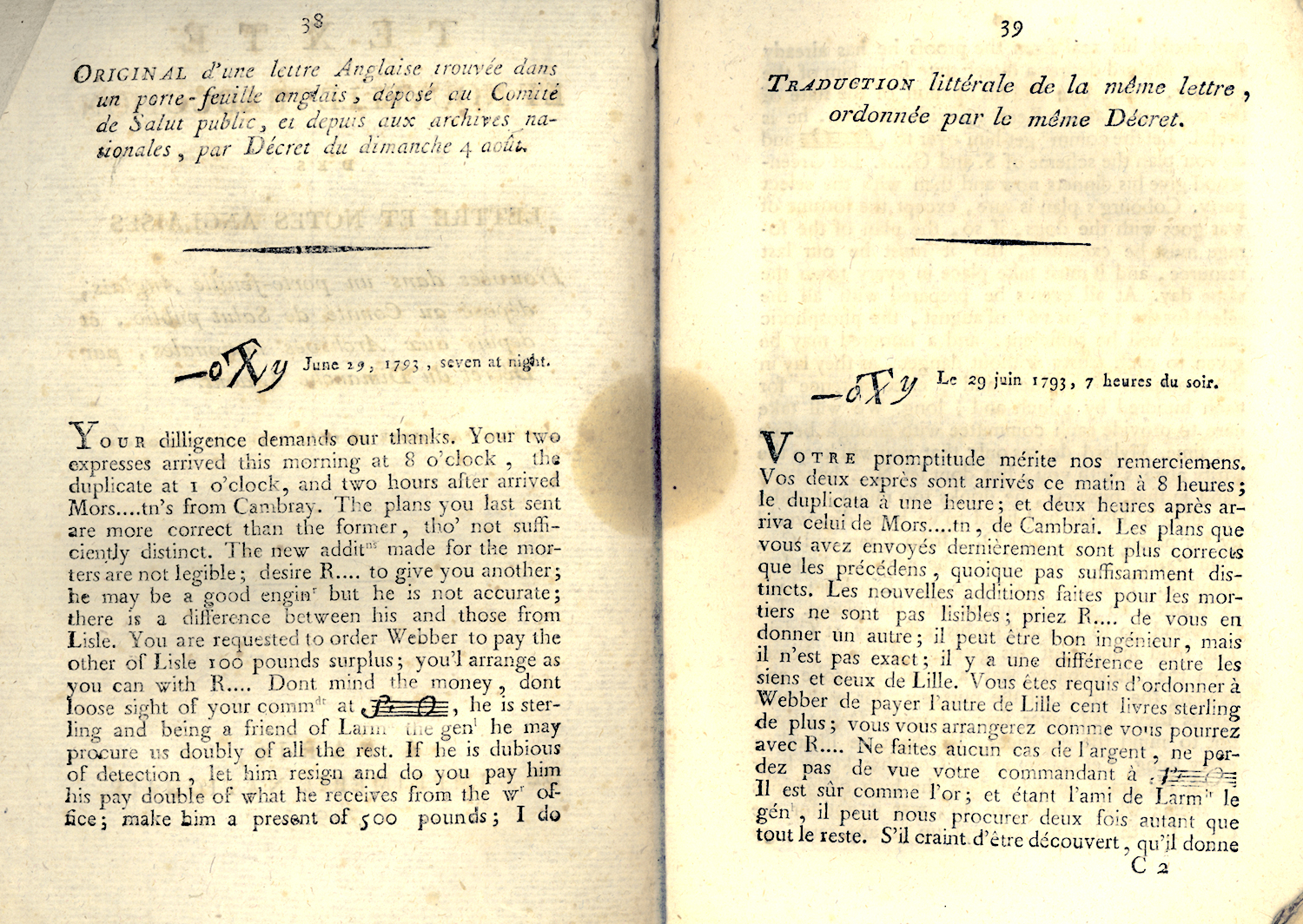
نامه انگلیسی (Lettre anglaise) مورخ ۲۵ ژوئن ۱۷۹۳ که توسط کنوانسیون ملی در طول انقلاب فرانسه (۱۷۹۳) برای اثبات جاسوسی و توطئه انگلیسی منتشر شد.

در ۵ آوریل ۱۷۹۳، فرمانده نظامی فرانسوی و وزیر سابق جنگ، ژنرال چارلز فرانسوا دوموریز به دنبال انتشار نامه ای آتشین که در آن تهدید کرده بود در صورتی که کنوانسیون ملی رهبری او را نپذیرد، ارتش خود را به شهر پاریس خواهد برد، به اتریش فرار کرد. خبر فرار او باعث نگرانی در پاریس شد، جایی که ترس از شکست قریب‌الوقوع از اتریش و متحدان آنها وجود داشت. باور عمومی بر این بود که فرانسه انقلابی در خطر فوری قرار دارد و نه تنها توسط ارتش‌های خارجی و شورش‌های اخیر در وانده، بلکه توسط عوامل خارجی که از درون برای نابودی کشور طراحی می‌کردند، تهدید می‌شد و فرار دوموریز اعتبار بیشتری به این باور داد. در پرتو این تهدید، رهبر ژیروندین ماکسمین ایزنارد پیشنهاد ایجاد یک کمیته ۹ نفره ایمنی عمومی را داد. ایزنارد در این تلاش مورد حمایت ژرژ دانتون قرار گرفت و اعلام کرد: این کمیته دقیقاً همان چیزی است که ما می‌خواهیم، دستی برای گرفتن سلاح دادگاه انقلاب.
پس از پیشنهاد برتراند بار در ۱۸ مارس، کمیته در ۶ آوریل ۱۷۹۳ ایجاد شد. این کمیته که از نزدیک با رهبری دانتون مرتبط بود، در ابتدا به عنوان کمیته دانتون شناخته می‌شد. دانتون کمیته را در ۳۱ مه و ۲ ژوئن ۱۷۹۳ که شاهد اخراج خشونت‌آمیز ژیروندین‌ها و تشدید جنگ در وانده بودند، هدایت کرد. هنگامی که کمیته در ۱۰ ژوئیه ۱۷۹۳ دوباره تشکیل شد، کمیته شامل دانتون نشد. با این وجود، او به حمایت از تمرکز قدرت توسط کمیته ادامه داد.
در ۲۷ ژوئیه ۱۷۹۳، ماکسیمیلیان روبسپیر به عضویت کمیته انتخاب شد. در این زمان، کمیته وارد مرحله قدرتمندتر و فعال‌تری می‌شد که در کنار شریک قدرتمند خود، کمیته امنیت عمومی، به یک دیکتاتوری تبدیل می‌شد. نقش کمیته امنیت عمومی شامل اداره جنگ (شامل انتصاب ژنرال‌ها)، انتصاب قضات و هیئت منصفه برای دادگاه انقلاب، تأمین ارتش و مردم، حفظ نظم عمومی و نظارت بر بوروکراسی دولتی بود.
این کمیته همچنین مسئول تفسیر و اجرای فرامین کنوانسیون ملی و در نتیجه اجرای برخی از سختگیرانه‌ترین سیاست‌های ترور بود - به عنوان مثال، قانون مشکوکین در ۲۳ اوت ۱۷۹۳ تصویب شد. قانون اکثریت عمومی در ۲۹ سپتامبر ۱۷۹۳ تصویب شد. اختیارات گسترده و متمرکز کمیته توسط قانون ۱۴ فریمر (همچنین به عنوان قانون حکومت انقلابی) در ۴ دسامبر ۱۷۹۳ تدوین شد.

#### اعدام هبرتیست‌ها و دانتونیست‌ها
در ۵ دسامبر ۱۷۹۳، روزنامه‌نگار کامیل دزمولین با تأیید روبسپیر و کمیته شروع به انتشار له ویو کوردلیر (Le Vieux Cordelier) کرد . هدف این روزنامه در ابتدا علیه جناح هبرتیست افراطی انقلابی بود که مطالبات افراطی، شور ضد مذهبی و تمایل به شورش‌های ناگهانی کمیته را دچار مشکل کرد. با این حال، دزمولینز به سرعت قلم خود را بر ضد کمیته امنیت عمومی و کمیته امنیت عمومی چرخاند و سلطنت آنها را با دوران ظالمان رومی که توسط تاسیتوس شرح داده شده‌است، مقایسه کرد و دیدگاه‌های متمادی جناح دانتونیست را تشریح کرد.
در نتیجه، اگرچه هبرتیست‌ها در مارس ۱۷۹۴ دستگیر و اعدام شدند، کمیته‌ها دزمولین و دانتون را نیز دستگیر کردند. هرو دو سیشل، دوست و متحد دانتون، از کمیته امنیت عمومی اخراج شد، دستگیر شد و در کنار آنها محاکمه شد. در ۵ آوریل ۱۷۹۴، دانتونیست‌ها به گیوتین رفتند.

### کمیته حاکمیت

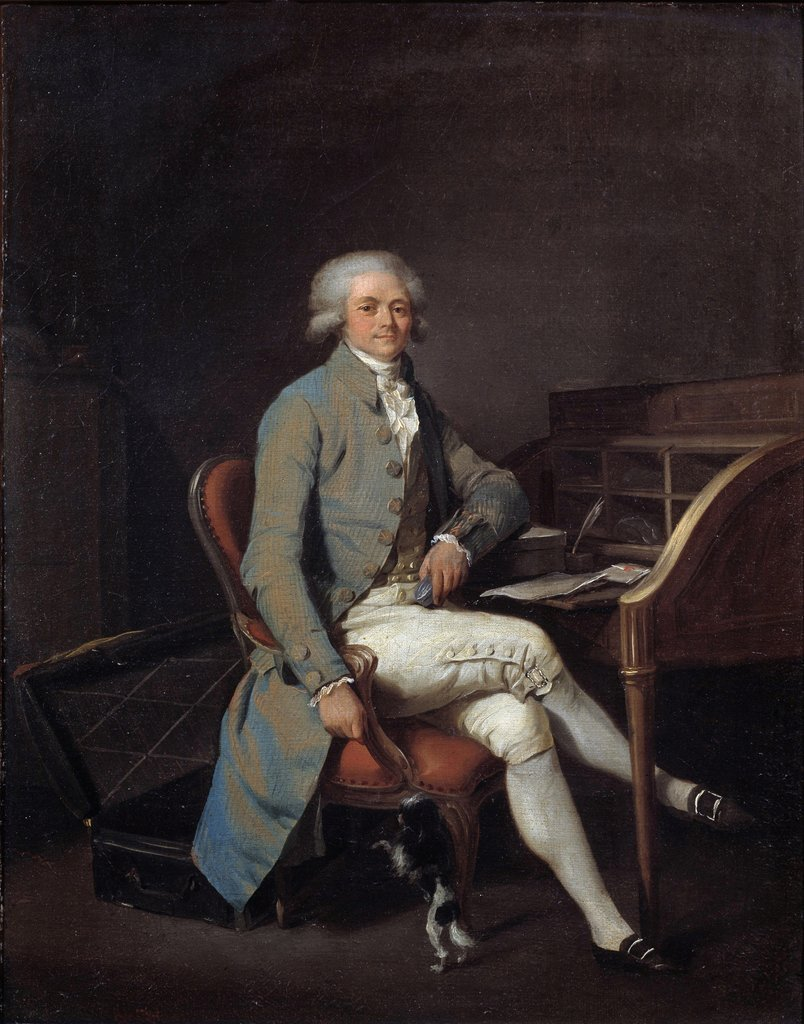
ماکسیمیلیان روبسپیر، عضو کمیته امنیت عمومی

حذف هبرتیست‌ها و دانتونیست‌ها قدرت کمیته‌ها را برای کنترل و خاموش کردن مخالفان آشکار کرد. ایجاد یک اداره کل پلیس در مارس ۱۷۹۴- که به‌طور اسمی به کمیته ایمنی عمومی گزارش می‌داد - به افزایش قدرت کمیته امنیت عمومی کمک کرد.
قانون ۲۲ پریریال که توسط کمیته پیشنهاد شد و توسط کنوانسیون در ۱۰ ژوئن ۱۹۷۴ تصویب شد، در ایجاد کنترل آهنین دادگاه انقلاب و بالاتر از آن کنوانسیون و کمیته‌های امنیت عمومی و امنیت عمومی پیش رفت. این قانون اشکال مختلفی از دشمنان عمومی را برشمرده، محکومیت آنها را ملزم می‌کرد و مراجعات قانونی در دسترس متهمان را به شدت محدود می‌کرد. مجازات تمام جرایم طبق این قانون اعدام بود. تعداد محکومان به اعدام در پاریس از آغاز تا سقوط روبسپیر در ۲۷ ژوئیه ۱۹۷۴، بیش از کل اعدام‌های قبلی دادگاه انقلاب است.
با این حال، حتی با رسیدن ترور به اوج خود و همراه با آن قدرت سیاسی کمیته، اختلاف در دولت انقلابی در حال افزایش بود. اعضای کمیته امنیت عمومی از رفتار مستبدانه کمیته امنیت عمومی و به ویژه تجاوز به اداره کل پلیس به دلیل کوتاهی خود ابراز ناراحتی کردند. بحث‌های درون کمیته امنیت عمومی به قدری شدید شده بود که جلسات خود را به اتاق خصوصی‌تر منتقل کرد تا توهم توافق را حفظ کند. روبسپیر، یکی از حامیان پرشور فرقه وجود عالی، خود را به‌طور مکرر با اعضای کمیته ضد دینی، کولو دوربوا و بیلو-وارن، درگیر می‌دانست. علاوه بر این، غیبت‌های فزاینده روبسپیر در کمیته به دلیل بیماری (او در ژوئن ۱۹۷۴ در جلسات شرکت نکرد) این تصور را ایجاد کرد که او منزوی و دور از ارتباط است. شارلوت روبسپیر در خاطرات خود گزارش داد که روبسپیر با تعدادی از نمایندگان مأموریت به دلیل افراط و تفریط آنها درگیری داشته‌است که احتمالاً منجر به اتحاد کمیته نیز شده‌است.

### سقوط کمیته و پیامدهای آن

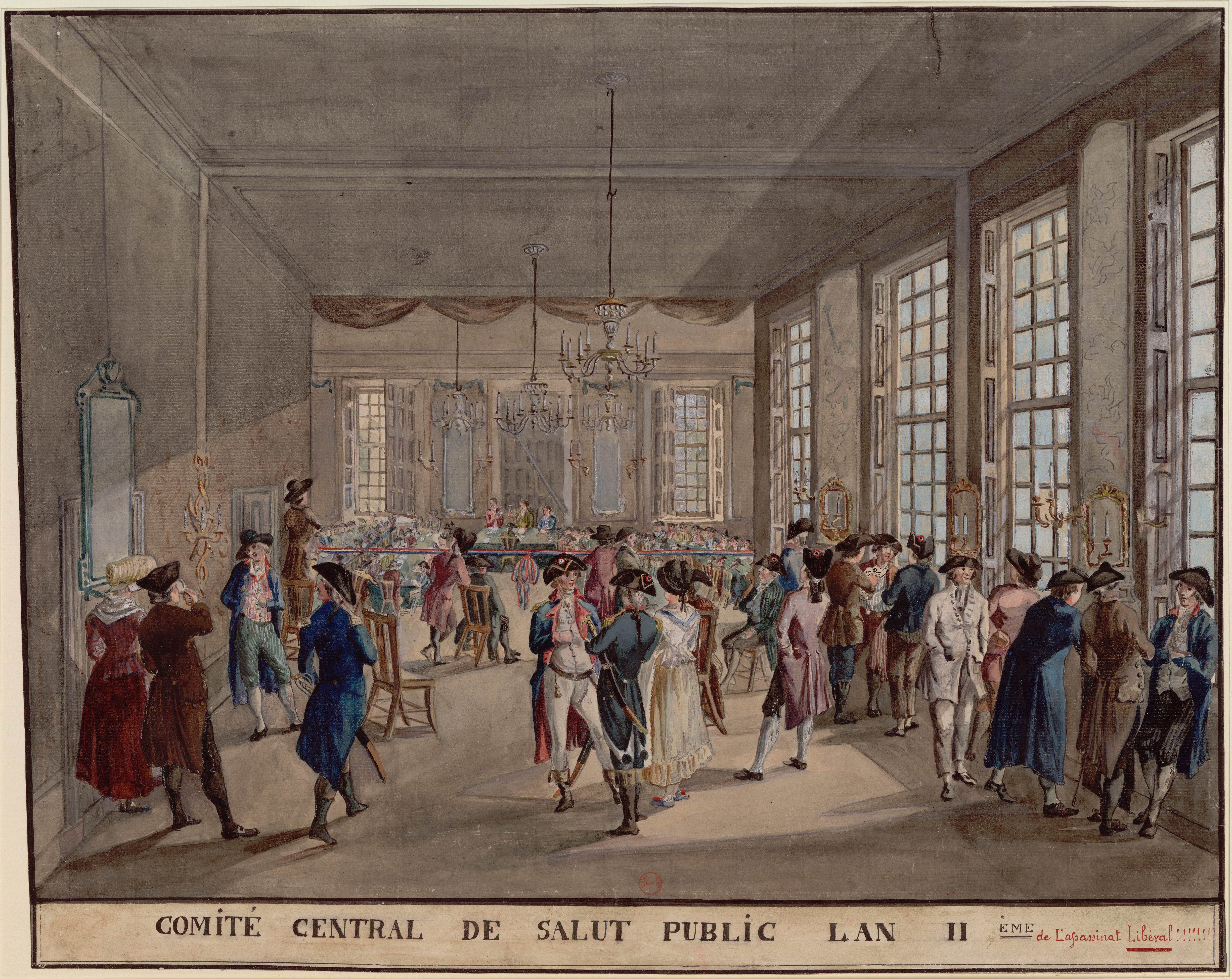
کمیته دوم امنیت عمومی (Comité de Salut public, An II).

هنگامی که در اواسط ژوئیه ۱۷۹۴ مشکوک شد که روبسپیر و سن ژوست در حال برنامه‌ریزی برای حمله به مخالفان سیاسی خود ژوزف فوشه، ژان-لامبرت تالین و مارک-گیوم الکسیس وادیر (دو عضو اخیر کمیته امنیت عمومی) هستند. آتش‌بس شکننده در داخل دولت منحل شد. سنت جوست و همکارش، عضو کمیته ایمنی عمومی، برتراند بار، تلاش کردند تا صلح را بین کمیته‌های امنیت عمومی و امنیت عمومی حفظ کنند. با این حال، روبسپیر در ۲۶ ژوئیه۱۷۹۴ در کنوانسیون ملی سخنرانی کرد که در آن بر نیاز به «تصفیه» کمیته‌ها و «درهم شکستن همه جناح‌ها» تأکید کرد. در یک سخنرانی در باشگاه ژاکوبن در آن شب، او به کولو دوربوا و بیلو-وارن که اجازه چاپ و توزیع سخنرانی او در مجمع را نداده بودند، حمله کرد.
در روز بعد، ۲۷ ژوئیه ۱۷۹۴ (یا ۹ ترمیدور طبق تقویم جمهوری‌ فرانسه)، سنت ژوست شروع به سخنرانی قبل از کنوانسیون کرد و قصد داشت کولو، هربویز و بیلارد ورنه و سایر اعضای کمیته امنیت عمومی را محکوم کند. با این حال، تقریباً بلافاصله توسط تالین و بیلو-وارن که او را به قصد «قتل کنوانسیون» متهم کردند، صحبت او را قطع کردند. بارر، وادیه و استانیسلاس فرون به اتهامات علیه سن ژوست و روبسپیر پیوستند. کنوانسیون دستور دستگیری روبسپیر، برادرش آگوستین و سن ژوست را به همراه حامیان آنها فیلیپ لو باس و ژرژ کوتون را صادر کرد.
دوره‌ای از ناآرامی‌های مدنی شدید آغاز شد که طی آن اعضای کمیته‌های امنیت عمومی و امنیت عمومی مجبور شدند به این کنوانسیون پناه ببرند. برادران روبسپیر، سن ژوست، لو باس و کوتون خود را در هتل دو ویل غرق کردند و تلاش کردند تا شورشی را برانگیزند. در نهایت، در مواجهه با شکست و دستگیری، لوباس خودکشی کرد، در حالی که سن ژوست، کوتون، و ماکسیمیلیان و آگوستین روبسپیر در ۲۸ ژوئیه ۱۷۹۴ دستگیر و با گیوتین اعدام شدند.
دوره تحولات متعاقب آن، که واکنش ترمیدوری نامیده شد، شاهد لغو بسیاری از غیرمحبوب‌ترین قوانین دوران ترور و محدودیت کمیته‌های امنیت عمومی و ایمنی عمومی بود. کمیته‌ها بر اساس قانون اساسی سال سوم (۱۷۹۵) برچیده شدند، که نشانه آغاز دیرکتوار بود.